# A.I. – Artificiell Intelligens
A.I. – Artificiell Intelligens (engelska: A.I. Artificial Intelligence) är en amerikansk science fiction-film i regi av Steven Spielberg. Den hade biopremiär i USA den 29 juni 2001.

## Handling
David (spelad av Haley Joel Osment) ser ut och beter sig precis som ett vanligt barn, men är en prototyp till en ny generation av väldigt avancerade robotar, sådana som ska kunna ersätta människor och även ha möjlighet till känslor. Efter att blivit utkastad från sin fosterfamilj genom otursamma händelser, bestämmer sig David för att leta rätt på den blå fen. David tror att fen kan göra honom till en verklig pojke, precis som hon gjorde med Pinocchio i sagorna som Davids fostermor brukade läsa, och därmed göra det möjligt för honom att bli accepterad av sin fostermor. Han får sällskap av en robot, spelad av Jude Law; en äldre version som verkar istället för mänskliga prostituerade, och som är jagad av polis i tron att det är han som begått ett hemskt brott.

## Om filmen
A.I. - Artificiell Intelligens regisserades av Steven Spielberg, som även skrivit filmens manus tillsammans med Ian Watson. Manuset baseras på novellen "Supertoys Last All Summer Long" som skrevs av Brian Aldiss. Filmen har ofta liknats vid sagan om Pinocchio.
Stanley Kubrick var väldigt aktiv i utvecklingen av filmen, men han dog innan produktionen påbörjades och filmen är tillägnad honom.
Filmens specialeffekter gjordes av Stan Winstons studio. 

## Rollista (urval)
- Haley Joel Osment – David
- Frances O'Connor – Monica Swinton
- Sam Robards – Henry Swinton
- Jake Thomas – Martin Swinton
- Jude Law – Gigolo Joe
- William Hurt – professor Hobby
- Ken Leung – Syatyoo-Sama
- Ben Kingsley – specialist (röst)
- Meryl Streep – Blue Mecha (röst)